# RAF Bomber Command Memorial
RAF Bomber Command Memorial – miejsce upamiętnienia 55 573 lotników bombowców RAF, którzy zginęli podczas II wojny światowej, w Green Park w Londynie. Pomnik  odsłoniła królowa Elżbieta II. 
Bomber Command podlegały cztery polskie dywizjony (300, 301, 304 i 305). W uroczystości wzięli udział weterani z dywizjonów 300, 304, 305 i 307 Dywizjonu Myśliwskiego Nocnego "Lwowskich Puchaczy". Podczas uroczystości bombowiec Avro Lancaster rozrzucił płatki czerwonych maków nad parkiem.
W 2010 Niemcy ofiarowały historyczne drzewo (cis) zasadzone w Poczdamie podczas konferencji w 1945, którego wartość oszacowano na 25 000 funtów.